# Escudo de Córdoba (España)
El escudo de Córdoba (España) tiene su origen en la Edad Media, durante la conquista de Córdoba a manos de las tropas cristianas del rey Fernando III de León y de Castilla.

## Historia
En 1241, el rey Fernando III mandó y otorgó que el Consejo de la ciudad de Córdoba tuviese su propio sello conocido y comunal para todos, según vemos en el Fuero de Córdoba, que además reguló el funcionamiento político y jurídico de la ciudad de Córdoba entonces. El escudo es una vista del puente romano sobre el río Guadalquivir, con la noria de la Albolafia a la izquierda; 13 con la muralla y la puerta del Puente sobre este; y la torre de la Mezquita-Catedral flanqueada por tres palmeras y algunas edificaciones al fondo.
Entre los siglos XVI y XX se utilizó en la ciudad el actual escudo de la provincia de Córdoba, hasta que el 1983 se retomó el anterior escudo diseñado por el Consejo de Córdoba en 1241. En la actualidad, también existe un logotipo que es usado por el Ayuntamiento que es una simplificación del escudo de la ciudad.

## Evolución histórica

Siglo XVI-1983; actualmente escudo de la provincia de Córdoba.
Aprobado por el Ayuntamiento en 1983.